# 東名急行バス
東名急行バス（とうめいきゅうこうバス）は、かつて東京都渋谷区（東京急行電鉄本社内）に所在したバス会社である。東名高速道路を走行する高速バス運行会社として、沿線鉄道・バス会社12社による共同出資で設立された。

## 概要
1967年（昭和42年）8月に設立され、1969年（昭和44年）6月10日に車両台数50台・従業員数205人（含む運転士115名）で運行を開始した。
代表取締役社長には、東京急行電鉄社長の五島昇が就任し、専務取締役には同社常務取締役唐沢勲が就任した。このことからもわかるように、共同出資ではあるが単独での出資比率が最も高い東急が主導的立場にあり、本社も東京急行電鉄本社に同居していた。
路線が国鉄バスの東名ハイウェイバスと重複（ダブルトラック）していたことに加え、東海道新幹線の充実やモータリゼーションによる利用低迷、第1次オイルショックなどで赤字が増大し、1974年度の累積赤字は8億4500万円に達していた。また、出資各社（特に富士急、静鉄、遠鉄、名鉄）が徐々に東名高速道路経由の自社運行路線に傾斜したこともあり、1975年（昭和50年）3月31日に路線全てが廃止され、同年10月1日に会社解散し消滅した。

### 出資事業者
資本金 5000万円
- 東京急行電鉄 13.6%
- 小田急電鉄、名古屋鉄道 13.5%
- 伊豆箱根鉄道、東海自動車、大井川鐵道、山梨交通、京浜急行電鉄、富士急行、遠州鉄道、相模鉄道、静岡鉄道 いずれも6.6%
  - 小田急電鉄は神奈川中央交通、箱根登山鉄道、小田急バスを含む。
  - 名古屋鉄道は豊橋鉄道を含む。

### 乗務員
営業開始前年から数期にわたり乗務員が募集された。仕業はワンマン運行で、渋谷 - 名古屋直通便は東名静岡で交代していた
。乗務員の制服は黄土色の制帽・ズボン・ネクタイに黒い光沢のあるジャケットという組み合わせで、五島昇が視察したアメリカ・グレイハウンド社の制服をベースにしたデザインであった。車両整備士についても東急が全面支援し、同社から管理者が出向していた。
会社解散後、東急からの出向者は東急本体に戻ったほか、乗務員は同業他社への転職など各方面に散らばり、中には国鉄バスへ転籍して国鉄・JRバスで東名ハイウェイバスの乗務員を続けた者もいた。OB組織「東名急行バス友の会」を通じ交流している。

### 事業所
- 本社 - 東京都渋谷区桜丘町、東京急行電鉄本社内（現在のセルリアンタワーの場所）。
- 東京営業所 - 東京急行電鉄不動前営業所跡地を転用。
- 静岡営業所 - 静岡市駿河区中野新田、東名高速静岡IC北側。

現在ロイヤルホスト静岡インター店などが建つ。JR東海バス静岡支店西側に隣接する場所には、管理者名に「小田急電鉄」とあった月極駐車場が存在したが、2012年春に転売され東名急行バスの痕跡は消滅した。
- 名古屋営業所

### ターミナル
- 渋谷駅 - 当初は東京急行電鉄本社前（現在のセルリアンタワーの場所）であった。その後、渋谷駅西口の玉川口にあった旧東急玉川線渋谷駅ホームを高速バス乗り場に改築し、東急バスの一般路線や高速バスも使用していた。現在は再改築されて渋谷マークシティが建ち、京王井の頭線渋谷駅構内になっている。詳細は渋谷マークシティ#旧バスターミナルを参照。
- 新静岡駅 - 静岡鉄道新静岡駅構内のバスターミナル。
- 名鉄バスセンター - 名古屋駅桜通口・広小路口南側。名鉄百貨店に隣接。

## 歴史
- 1967年8月10日 - 東名急行バス株式会社設立[1]。
- 1969年6月10日 - 運行開始[2]。
- 1975年4月1日 - 路線廃止[7]。
- 1975年10月1日 - 会社解散。

## 主な運行路線
- 渋谷駅 - 名古屋・名鉄BC
- 渋谷駅 - 新静岡駅
- 渋谷駅 - 東名静岡（御殿場駅経由あり）
- 渋谷駅 - 浜松駅
- 渋谷駅 - 沼津駅
- 渋谷駅 - 御殿場駅
- 渋谷駅 - 東名横浜
- 名鉄BC - 御殿場駅
- 名鉄BC - 沼津駅
- 名鉄BC - 新静岡駅
- 名鉄BC - 浜松駅

種別としては快速、急行、特急があった。快速は全ての停留所に停車するわけではなく、区間便のみが停車する停留所もあった。車両にはトイレが設置されなかったため、休憩は足柄サービスエリアと浜名湖サービスエリアで実施した（渋谷 - 沼津と浜松 - 名古屋系統は休憩なし）

## 車両
車両は全て三菱自動車工業（現三菱ふそうトラック・バス）製B906Rを使用。番号は1100番台を使用した。車体は三菱K10型を発展させ、ボディの主要部分に軽合金を使用した高速バス専用車体であった。またこの車両からアルミ鋳物製のフロントグリルを採用し、後に「東名グリル」と呼ばれるようになった。また後面も従来の2枚ガラスから、後にB35型で採用される3枚ガラスとなっており、新しい試みが随所に見受けられる。塗装は窓の下辺を境に上が白、下が赤を基調とし、裾部は赤とシルバーの横縞模様となっていた。前面グリル部と側面には社紋が取り付けられていた。
国鉄バスで導入された富士重工製13型B（シャーシは同じ）と異なり、トイレは装備されなかった。
東名急行バス廃止後に、車両の一部は名古屋鉄道や静岡鉄道へ譲渡されている。